# Enoploctenus morbidus
Enoploctenus morbidus là một loài nhện trong họ Ctenidae.
Loài này thuộc chi Enoploctenus. Enoploctenus morbidus được Cândido Firmino de Mello-Leitão miêu tả năm 1939.